# Shigeto Oshida
Vincent Shigeto Oshida (jap. 押田成人 Oshida Shigeto; ur. 1922 – zm. 6 listopada 2003 r.) – japoński teolog, jeden z pionierów dialogu chrześcijaństwa z wyznawcami innych religii, autor wielu publikacji, dominikanin.

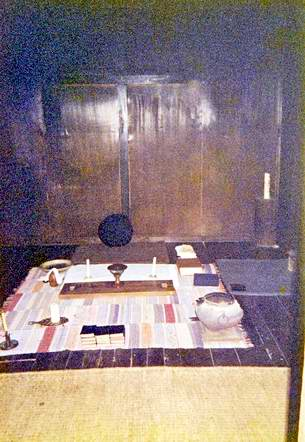
Kaplica w Takamori, w której o. Oshida sprawował Eucharystię i odmawiał na siedząco psalmy ze wspólnotą i odwiedzającymi. Mimo pieczołowitego, pełnego prostoty nastawienia wobec kultury japońskiej, czasem używał także modlitw w języku łacińskim. Było to nawiązanie do liturgii z czasów męczenników japońskich.

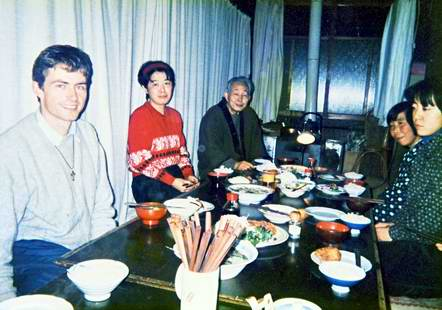
Kolacja w Takamori sōan - przy niskim stole, kuchnia wyłącznie wegetariańska. Trzeci z lewej o. Oshida

O. Oshida mówił o sobie, że będąc buddystą spotkał Chrystusa. W 1951 r. wstąpił do zakonu dominikanów, studiował w Kanadzie. Na jego postawę wobec życia wpłynęło uratowanie od utonięcia w morzu w czasie kąpieli na plaży. To doświadczenie było rodzajem oświecenia co do sensu życia.
W latach 60., w Takamori w prefekturze Nagano w Japonii, w Alpach Japońskich, założył małą wspólnotę chrześcijańską, poświęconą modlitwie, pracy w polu i spotkaniom z wyznawcami innych religii, zwłaszcza z buddystami zen. Nazwał ją sōan - japońskie słowo będące odpowiednikiem indyjskiego aśramu. O. Oshidzie chodziło o stworzenie miejsca szczerej otwartości na drugiego, bez zakładania masek, bez posiadania dóbr i szczególnych planów na przyszłość. Sprzyjać temu miało życie w prostocie i wyciszeniu, do czego każdego ranka o godzinie szóstej wprowadzało półgodzinne siedzenie w ciszy, po którym następowało recytowanie psalmów i Eucharystia.
W swych licznych książkach, a także w konferencjach i publikacjach, promował chrześcijańską prostotę życia inspirowaną wrażliwością zen. Wrażliwość ta cechowała się nastawieniem na kontemplację rzeczywistości tak, aby doświadczać jej nie za pośrednictwem pojęć, które często mogą deformować jej odbiór.
To skupione, wyciszone nastawienie na rzeczywistość wokół nas może, według o. Oshidy, prowadzić do szczególnie głębokiego spotkania z Chrystusem. W jednej z konferencji o. Oshida opisał przeżycie jednej z mniszek buddyjskich po uczestnictwie w Eucharystii w kaplicy sōanu w Takamori:   

Po Mszy została w kaplicy. Jedna z naszych sióstr była tam także. Po chwili podeszła do tej siostry, czując przynaglenie do wyznania: "czy rozumiesz wdzięczne serce, które jest jednocześnie prawie smutne?" Płakała. Czekałem na nią na zewnątrz kaplicy i zwróciłem się do niej, kiedy się pojawiła. "Co się stało?" – spytałem. Odpowiedziała: "W buddyzmie mamy to, co nazywamy jednoczącym przekazem pomiędzy Buddą i nami, ale tu u was, Ręka Boga objawia się w sposób widzialny przed naszymi oczami". Łzy w dalszym ciągu spływały jej po policzkach. Kilka miesięcy później otrzymałem telefon od niej, w czasie którego opowiedziała mi o śnie, w którym była chrzczona. Jej oficjalną funkcją, którą sprawowała w tym czasie było przewodniczenie w jednej ze świątyń koło Osaki. Nie dałem jej odpowiedzi co do snu. Jednakże jestem pewny, że jej doświadczenie było dla niej epifanią, i że nosi tajemnicę Chrystusa w swoim istnieniu.